# Signalisation ferroviaire des métros de type VAL

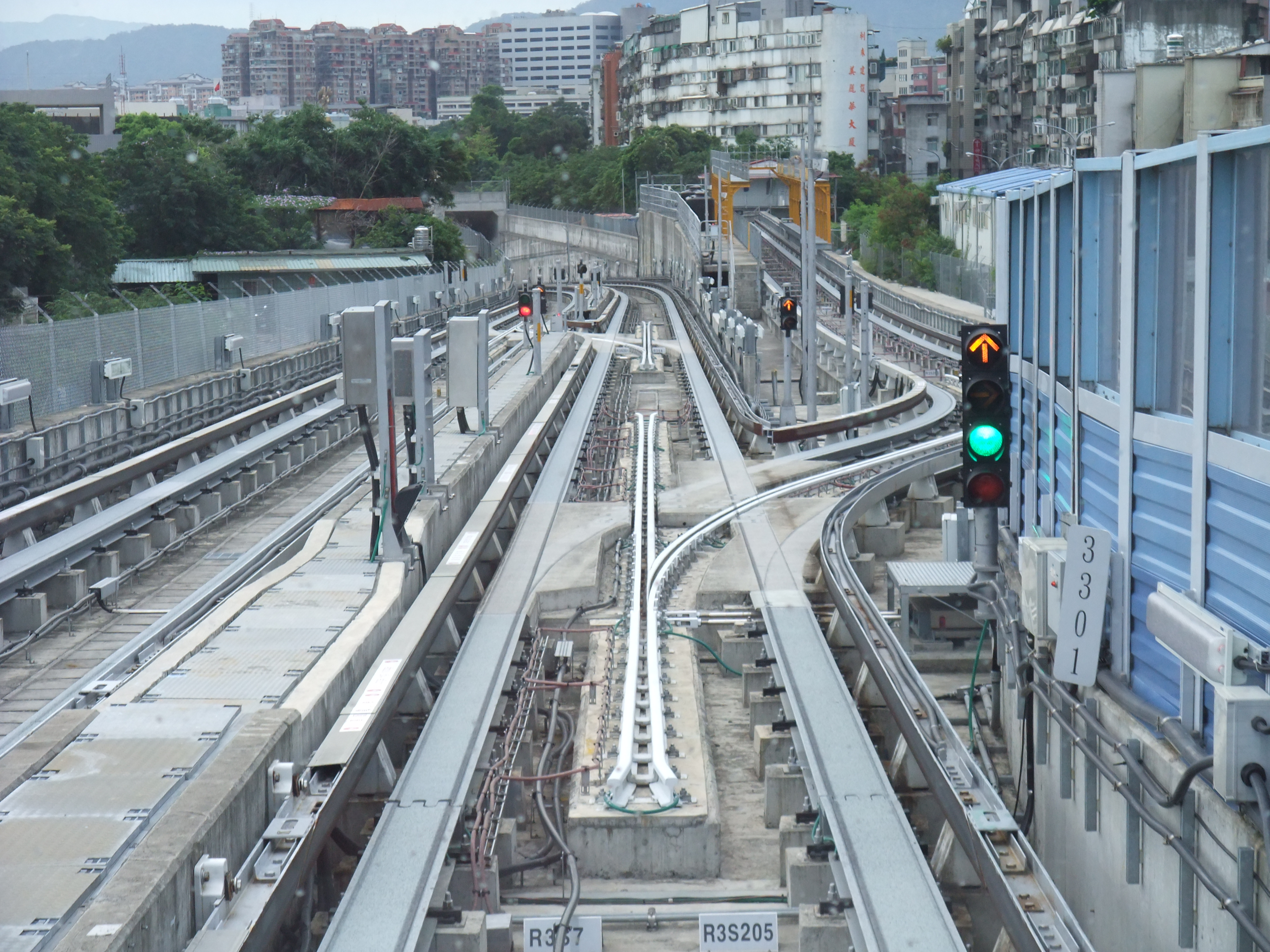
Signaux lumineux sur la ligne Wenhu du métro de Taipei.

La Signalisation ferroviaire des métros de type VAL est un système de signalisation ferroviaire utilisée sur les métros utilisant les technologies Véhicule automatique léger (VAL) et Neoval en cas de conduite manuelle à vue. Elle est globalement standardisée à travers le monde, bien que des particularités locales existent.

## La signalisation

### Généralités et fonctionnement en mode automatique
Les voies sont équipées de systèmes de diffusion de signaux. Les signaux, qui sont reçus par la rame, définissent la vitesse et le sens de la marche et leur absence entraîne l'arrêt de la rame. Les voies sont également munies d'un système anti-collision (arrêtant la rame dans un canton si le canton suivant est occupé) et un système détectant le dégonflement des pneus des voitures.
Les métros de type VAL fonctionnent avec un système à canton fixe tandis que les Neoval utilisent un système Communication based train control (CBTC) dans lequel chaque rame communique en permanence avec le PCC et connait sa position, ce qui lui permet de générer un canton mobile déformable lui permettant de garder une distance de sécurité adaptable par rapport aux autres rames.

### Signalisation en mode manuel
Mais bien qu'automatiques, les métros de type VAL possèdent une signalisation utilisée en cas de conduite manuelle à vue pour protéger les points sensibles,.
Elle se compose de deux types principaux de signaux : les signaux d'entrée et de sortie de station et les signaux de manœuvre. En cas de signal défaillant ou éteint, il doit être considéré comme indiquant l'arrêt.

#### Signaux d'entrée et de sortie de station
Les signaux d'entrée et de sortie de station sont, comme leur nom l'indique, placés à l'entrée et à la sortie d'une station et servent à s'assurer que l'ensemble des conditions de sécurité soient réunies pour entrer ou quitter la station, notamment l'état des portes palières,.
| Aspect | Description |
| ------ | --- |
|        | Feu rouge : les conditions de sécurité ne sont pas réunies ou une rame est arrêtée en station, portes palières ouvertes.   |
|        | Feu orange : les conditions de sécurité sont réunies ou les portes palières sont fermées, la rame peut franchir le signal. |

#### Signaux de manœuvre
Les signaux de manœuvre servent à s'assurer que les conditions soient réunies pour franchir une bifurcation ou une zone de manœuvre,.
Sur le métro de Lille, la ligne A du métro de Rennes, le métro de Toulouse, le métro de Turin et l'Orlyval, ils sont accompagnés d'un œilleton blanc, dont l'allumage est commandé depuis le PCC.
| Aspect | Description |
| ------ | --- |
|        | Feu rouge : arrêt absolu. Un œilleton blanc vient compléter le signal dans le cas où la gestion d'itinéraire est manuelle : - Feu rouge, œilleton allumé : l'itinéraire est tracé, mais sa gestion n'est pas automatique. - Feu rouge, œilleton éteint : arrêt absolu. La présence de l'œilleton blanc impose la marche à vue obligatoire par un agent. |
|        | Feu vert : voie libre. L'œilleton blanc n'est pas obligatoirement présent car le feu vert valide à la fois l'itinéraire et le cantonnement. |

#### Œilleton de rebroussement
L'œilleton de rebroussement est un signal infranchissable ordonnant de s'arrêter en amont et de rebrousser, c'est-à-dire de changer de sens. Si le signal est fixé sur le même support que le signal de manœuvre, le conducteur ne doit tenir compte que de l'œilleton,.
| Aspect | Description                                                                       |
| ------ | --------------------------------------------------------------------------------- |
|        | Feu violet allumé : Franchissement interdit, ordre de s'arrêter et de rebrousser. |

#### Signaux de position d'aiguille
Les signaux de position d'aiguille n'existent que sur certains réseaux et sont toujours complémentaires aux signaux de manœuvre. Ils renseignent le conducteur sur la position de l'aiguille.
Ils sont visibles sur le CDGVAL, la ligne B du métro de Rennes et les lignes à gabarit large utilisant les VAL 256 et Innovia APM 256.
| Aspect | Description |
| ------ | --- |
|        | Flèche verticale : aiguillage en position directe.                                                                                      |
|        | Flèche oblique ou horizontale : aiguillage en position déviée, vers la gauche sur l'illustration ci-contre, la rame va changer de voie. |